# Walid Badir
Walid Badir, född 12 mars 1974 i Kafr Qasim, är en israelisk före detta fotbollsspelare, som under sin karriär spelade 74 landskamper för Israel.

## Spelarkarriär
Walid Badir kom till Hapoel Petah Tikva 1990 och gjorde sin debut för klubben två år senare. Han kom att tillhöra A-laget under sju säsonger och gjorde totalt 151 matcher och 19 mål innan han blev köpt av engelska Wimbledon. Där gjorde han sitt enda mål för klubben i 1-1-matchen mot Manchester United på Old Trafford.
2000 återvände Badir till Israel för spel i Maccabi Haifa. Med bland annat Yossi Benayoun i laget lyckades Maccabi Haifa vinna ligatiteln fyra gånger på fem år. Till säsongen 2005 värvades Badir till Hapoel Tel Aviv som under hans första säsong i klubben slutade tvåa i ligan, efter just Maccabi Haifa. Man vann även Israel State Cup. Till efterföljande säsong blev Badir lagkapten, en post han hade tills han slutade med fotbollen 2013.

## Meriter
Maccabi Haifa
- Israeliska Premier League: 2001, 2002, 2004, 2005
- Toto Cup: 2003

Hapoel Tel Aviv
- Israeliska Premier League: 2010
- Israel State Cup: 2006, 2007, 2010, 2011, 2012